# État-major de Metz
L’État-major de Metz, appelé autrefois Intendantur, est un édifice néo-baroque édifiée à Metz entre 1908 et 1910 pour servir de siège à l’État-major du XVIe corps d’armée allemand. Il est situé boulevard Georges Clemenceau, à Metz, mais reste historiquement lié au quartier impérial plus à l’est. 

## Contexte historique
À la suite de la création à Metz du XVIe corps d’armée de la Deutsches Heer, en 1890, Wilhelm II décide d’y construire de nouvelles casernes, une résidence de fonction pour le commandant du XVIe corps, actuel Palais du Gouverneur, et enfin un siège administratif pour l’État-major de ce nouveau corps d’armée. À la veille de la Première Guerre mondiale, Metz était devenue l’une des premières places fortes de l’Empire allemand, véritable pépinière de généraux pour le Reich. L’empereur Guillaume II, qui vient régulièrement dans la cité lorraine pour inspecter les travaux d’urbanisme et ceux des forts de Metz, n’hésite alors pas à déclarer : « Metz et son corps d’armée constituent une pierre angulaire dans la puissance militaire de l’Allemagne, destinée à protéger la paix de l’Allemagne, voire de toute l’Europe, paix que j'ai la ferme volonté de sauvegarder. »

## Construction et aménagements
Situé à côté de la Prinz-Friedrich-Karl Kaserne, l’édifice fait la transition avec un quartier résidentiel, composé essentiellement de villas d’architecte, construit à la même époque. L’architecte allemand Alfred Hugger a adopté un plan complexe, en U côté façade, avec deux ailes en retour, inspiré de l’architecture classique. À l’arrière, le bâtiment est relié par une aile perpendiculaire à deux autres pavillons, formant deux cours latérales. Le pavillon central, avec fronton et pilastres monumentaux, est encadré de pavillons d’angle à trois niveaux. Les deux ailes en retour se terminent, après un décrochement de la toiture avec terrasses et balustrades, par une section à deux niveaux. Les toits à la Mansart sont couverts d’ardoises. Un lanternon baroque, couvert de cuivre, coiffe le pavillon central. Des lucarnes chauve-souris rythment les combles. La construction débute en avril 1908 pour s’achever en février 1910. Les soubassements du rez-de-chaussée, les chaînages d’angle, les encadrements de fenêtre, les pilastres et les sculptures décoratives sont en grès rose. La maçonnerie est en pierre calcaire, enduite de mortier lissé. Sur le pavillon central, des pots à feu et des trophées d’armes en bas-relief, finement sculptés, donnent noblesse et légèreté au bâtiment. L’ensemble des bâtiments est ceinturé par des grilles finement ouvragées.

## Affectations successives
Après la Première Guerre mondiale, la France reprend possession de l’Alsace et de la Moselle. L’ensemble des bâtiments est affecté par l’État français au ministère de la défense. C’est aujourd’hui le siège de l’État-major de la région Terre Nord-Est et de l’État-major inter-armée.